# Mahler Chamber Orchestra
La Mahler Chamber Orchestra (MCO) è una orchestra da camera nata nel 1997 su iniziativa del grande direttore d'orchestra Claudio Abbado e di alcuni membri della Gustav Mahler Jugendorchester che avevano superato l'età massima per parteciparvi, ma che volevano continuare a suonare assieme. Dal 27 maggio 2016 Daniele Gatti ne è stato nominato Artistic Advisor.

## Attività concertistica
La Mahler Chamber Orchestra è un'orchestra senza sede fissa, si può definire un'orchestra europea "nomade" poiché la sua attività di tournée l'ha portata a conquistare tappe di prim'ordine a livello internazionale.
L'orchestra ha sede nelle varie località in cui effettua le stagioni concertistiche. I musicisti abitano in tutta Europa; la direzione si trova a Berlino. Vi sono peraltro tre residenze in cui l'orchestra trascorre ogni anno lunghi periodi di studio e di attività concertistica. Si tratta di Ferrara, Dortmund, Essen e Colonia nel Nord Reno-Westfalia, e infine Lucerna.
È stata ospite a:
- Aix-en-Provence
- Ferrara
- Reggio nell'Emilia
- Dobbiaco
- Landshut
- Salisburgo
- Torino
- Lucerna

Il repertorio spazia dal barocco alla musica contemporanea, e comprende sia programmi sinfonici che operistici.

## Discografia parziale
- Beethoven: Piano Concertos No. 1 & 3 - Leif Ove Andsnes & Mahler Chamber Orchestra, 2012 Sony - quinta posizione in classifica in Norvegia
- Beethoven: Piano Concertos No. 2 & 4 - Leif Ove Andsnes & Mahler Chamber Orchestra, 2014 Sony - decima posizione in classifica in Norvegia
- Brahms: Violin Concerto, String Sextet no. 2 - Isabelle Faust/Mahler Chamber Orchestra/Daniel Harding, 2011 harmonia mundi
- Tchaikovsky: Violin Concerto - Janine Jansen/Mahler Chamber Orchestra/Daniel Harding, 2013 Decca
- Dvořák: Cello Concertos - Steven Isserlis/Mahler Chamber Orchestra/Daniel Harding, 2013 Hyperion
- Mozart: Don Giovanni - Ildebrando D'Arcangelo/Luca Pisaroni/Diana Damrau/Joyce DiDonato/Rolando Villazón/Mojca Erdmann/Mahler Chamber Orchestra/Yannick Nézet-Séguin, 2012 Deutsche Grammophon
- Mozart: Die Zauberflöte - Claudio Abbado & Mahler Chamber Orchestra, 2005 Deutsche Grammophon
- Rachmaninov - Claudio Abbado/Mahler Chamber Orchestra/Yuja Wang, 2011 Deutsche Grammophon
- Mozart, Schubert, Beethoven & Wagner: Opera Arias - Jonas Kaufmann/Claudio Abbado/Mahler Chamber Orchestra, 2009 Decca
- Stravinsky & Berg: Violin Concertos - Claudio Abbado/Kolja Blacher/Mahler Chamber Orchestra, 2005 Deutsche Grammophon
- Sempre libera - Anna Netrebko/Mahler Chamber Orchestra/Claudio Abbado, 2004 Deutsche Grammophon